# SOS Fantômes (film, 2016)
Pour les articles homonymes, voir Ghostbusters (homonymie).
Pour plus de détails, voir Fiche technique et Distribution.
SOS Fantômes (en anglais : Ghostbusters ou Ghostbusters: Answer the Call) est un film américain réalisé par Paul Feig, sorti en 2016. Il s'agit d'un reboot de la franchise SOS Fantômes.

## Synopsis
Deux amies d'école, Erin Gilbert et Abby Yates, ont exposé, dans leurs jeunes années, leurs théories paranormales dans un livre commun : Fantômes de notre passé, au sens littéral et figuré : une étude du paranormal. Elles y expliquent notamment que les fantômes existent et peuvent se manifester dans notre monde.
Quelques années plus tard, alors qu'Erin est sur le point de décrocher un prestigieux poste d'enseignante en physique quantique à l'université Columbia, une visite du conservateur du musée du Manoir Aldridge (Ed Mulgrave Jr.) lui fait comprendre que son livre a refait surface à cause d'Abby. Elle se rend alors au laboratoire de celle-ci, à l'institut Kenneth P. Higgins, pour la convaincre de passer leur livre sous silence le temps que son poste soit titularisé. Abby et sa collaboratrice Jillian Holtzmann acceptent d'y réfléchir si Erin les met en contact avec le conservateur afin d'enquêter sur l'apparition fantomatique dont le guide touristique du manoir aurait été le témoin et la victime.
Abby convainc finalement Erin de l'accompagner dans leur visite du manoir. Là, le détecteur d'activité paranormale s'affole : le spectre de Gertrude Aldridge apparaît clairement au groupe des trois filles. Erin tente une approche mais se retrouve inondée d'ectoplasme avant que le spectre ne s'échappe. Vidéo à l'appui, Erin exulte face à ce qui représente la preuve des théories qu'elle avait formulées étant jeune.
Hélas, cette vidéo a été repérée par le doyen de l'université Columbia : Erin devient la risée de l'académie. Elle se rapproche alors de ses copines en espérant poursuivre auprès d'elles leurs recherches. Mais elles-mêmes sont désavouées par le doyen Thomas Shanks lorsqu'elles lui demandent des fonds. Les trois filles n'ont pas d'autre choix que d'être à leur compte.
Bien qu'idéale comme quartier général, une caserne de pompier de Manhattan est hors de leur portée car hors de prix. Le trio se rabat sur le premier étage d'un restaurant chinois (le Zhu's Authentic Hong Kong Food auquel Abby commandait, et commande toujours ses soupes pour le déjeuner, malgré la déception qu'elle éprouve systématiquement en étant livrée par Bennie). Là, elles auditionnent Kevin Beckman, le (seul) candidat au poste de réceptionniste de leur agence. Le trio développe et met au point des prototypes censés leur permettre de fonder scientifiquement leurs théories si elles étaient à nouveau confrontées à un spectre.
Cette occasion se présente rapidement car, en suivant Rowan North dans le tunnel du métro de la station Seward Street, l'employée du guichet Patty Tolan tombe face à face avec un spectre d'électrocuté : elle s'adresse naturellement à l'agence spécialisée dans les fantômes. Conduites par Patty, le trio rencontre un graffeur qui va, par provocation, peindre un logo (qu'elles vont finalement adopter pour l'agence) avant de s'engouffrer, avec un matériel de test à roulettes lourd et encombrant, dans le tunnel où elles vont effectivement rencontrer le fantôme. Patty convainc l'équipe de l'accepter en leur sein en leur fournissant gratuitement un véhicule : l'un des corbillards de son oncle.
Malgré la vidéo prise dans le tunnel, le scepticisme du public l'emporte encore. Mais, toujours provoquée par un appareil mis au point par l'employé d'hôtel Rowan North, une nouvelle manifestation paranormale au Théâtre Mayhem lors d'un concert de heavy metal va permettre aux désormais quatuor de « chasseuses de fantômes » de capturer un spectre volant devant un large public, grâce à la manipulation coordonnée des derniers appareils qu'elles ont développés, comme les packs de proton et un piège à fantôme.
Après ce succès, la joie règne au modeste siège de « SOS Fantômes ». Elle est interrompue par la visite du sceptique professeur Heiss, nationalement connu comme démystificateur : il ne cherche qu'à être convaincu. Bien qu'Abby tente de l'en dissuader, Erin ne résiste pas au fait de vouloir prouver la véracité de leurs découvertes en libérant le spectre du Théâtre Mayhem. Celui-ci s'échappe en défenestrant le professeur. La police cherche alors à savoir ce qu'il s'est passé, mais deux agents du FBI embarquent le quatuor dans leurs véhicules pour les conduire auprès du maire de New York.
Le maire Bradley et son bras-droit Jennifer Lynch leur expliquent que, bien qu'ils soient informés de la nature des événements sur lesquels elles enquêtent, celle-ci doit rester cachée aux yeux du grand public. Ainsi, tout en les accusant officiellement d'être des arnaqueuses, les autorités n'apporteront leur soutien que de manière officieuse.
Leur enquête progresse d'un pas de géant lorsqu'elles découvrent que les fantômes apparaissent sur des alignements de sites (lignes d'énergies qu'elles avaient citées dans leur livre) qu'il faut charger pour créer un vortex et briser la barrière qui sépare le monde des spectres et le nôtre. Un croisement de lignes à New York se situe à l'hôtel Mercado dont Patty reconnaît l'employé Rowan North. Ce dernier se suicide peu après l'arrivée de l'équipe de SOS Fantômes dans le soubassement où il avait mis au point ses propres appareils pour provoquer une quatrième apocalypse dont il serait le guide. Les chasseuses de fantôme sont, comme habituellement, délogées des lieux et désavouées par les autorités.
Mais le suicide de Rowan North faisait partie de son plan : il revient posséder Abby, puis finalement Kevin le réceptionniste. Sous cette forme, il active sa machine qui libère de leur dimension les fantômes qui attaquent Manhattan,. Rowan soumet les autorités, mais SOS Fantômes se battent contre son armée pour atteindre le portail. Après avoir quitté Kevin, Rowan demande au quatuor sous quelle forme ils aimeraient qu'il apparaisse. Patty suggère quelque chose de petit et mignon, Rowan apparaît comme le fantôme dans le logo de SOS Fantômes, atteint la taille d’un immeuble et se déchaîne. L'équipe transforme le réacteur d'Ecto-1 en une bombe de fortune, causant une explosion nucléaire à l'intérieur du vortex. Cela inverse le portail et force Rowan et les fantômes à rentrer, rétablissant la ville. Rowan essaie d’entraîner Abby avec lui mais Erin saute dans le portail et la sauve.
Malgré la fascination de la ville pour le surnaturel et les acclamations de SOS Fantômes pour leur héroïsme, le bureau du maire continue de les dénoncer publiquement, mais finance secrètement leurs opérations. Avec des ressources supplémentaires, SOS Fantômes déménagent dans une caserne de pompiers désaffectée, où ils construisent plus d'équipement, y compris un système d'ecto-confinement. Tout en étudiant le phénomène de la voix électronique, Patty entend le mot "Zuul".

## Fiche technique
Sauf indication contraire, les informations mentionnées dans cette section peuvent être confirmées par la base de données cinématographiques IMDb,  présente dans la section « Liens externes ».
- Titre original : Ghostbusters, ensuite distribué en vidéo sous le titre Ghostbusters: Answer the Call
- Titre français : SOS Fantômes
- Réalisation : Paul Feig
- Scénario : Paul Feig et Katie Dippold, d'après les personnages créés par Dan Aykroyd et Harold Ramis
- Direction artistique : Beat Frutiger
- Décors : Jefferson Sage
- Costumes : Jeffrey Kurland
- Photographie : Robert D. Yeoman
- Montage : Don Zimmerman
- Musique : Theodore Shapiro
- Production : Amy Pascal et Ivan Reitman

Coproduction : Katie Dippold
Production déléguée : Dan Aykroyd, Jessie Henderson et Michele Imperato
- Effets visuels : MPC (Moving Picture Company)[3]
- Sociétés de production : Sony Pictures Entertainment et Village Roadshow Pictures
- Sociétés de distribution : Columbia Pictures (États-Unis), Sony Pictures Releasing France (France)
- Budget : 144 millions de dollars[4]
- Pays d'origine :  États-Unis
- Langue originale : anglais
- Format : couleur
- Genre : Comédie fantastique et comédie horrifique
- Durée : 116 minutes (134 minutes en sortie numérique)
- Dates de sortie[5] :
  - États-Unis, Canada : 15 juillet 2016
  - France, Belgique : 10 août 2016

## Distribution
- Melissa McCarthy (VF : Véronique Alycia ; VQ : Natalie Hamel-Roy) : Dr Abigail « Abby » Yates[1],[2]
- Kristen Wiig (VF : Marie Diot ; VQ : Viviane Pacal) : Erin Gilbert[1],[2]
- Kate McKinnon (VF : Julie Dumas ; VQ : Catherine Hamann) : Jillian Holtzmann[1],[2]
- Leslie Jones (VF : Claudia Tagbo ; VQ : Julie Beauchemin) : Patty Tolan
- Chris Hemsworth (VF : Adrien Antoine ; VQ : Martin Desgagné) : Kevin Beckman, le réceptionniste[1],[2]
- Neil Casey (VF : Sébastien Desjours ; VQ : Alexis Lefebvre) : Rowan North
- Andy García (VF : Bernard Gabay ; VQ : Jean-Luc Montminy) : Bradley, le maire de New York[6]
- Cecily Strong (VF : Laurence Dourlens) : Jennifer Lynch, l'adjointe au maire
- Michael McDonald (VF : Patrick Osmond) : Jonathan, le directeur du théâtre
- Adam Ray (VF : Sébastien Ossard) : Chanteur, Bouffe-tout (voix)
- Karan Soni (VF : Nessym Guetat ; VQ : Nicolas Bacon) : Benny, le livreur de soupes chinoises
- Michael K. Williams (VF : Jean-Paul Pitolin) : Agent Hawkins[6]
- Matt Walsh (VF : Laurent Morteau) : Agent Rourke
- Toby Huss (VF : Pierre Laurent) : Officier Stevenson
- Katie Dippold (VF : Diane Dassigny) : agent
- Charles Dance (VF : Philippe Catoire ; VQ : Jean-Marie Moncelet) : Dr. Harold Filmore
- Zach Woods : Gareth, le guide touristique du manoir Aldridge
- Ed Begley Jr. (VF : Jean-Pierre Leroux ; VQ : Denis Mercier) : Ed Mulgrave Jr.
- Nate Corddry : le graffeur du métro
- Bill Murray (VF : Bernard Métraux ; VQ : Guy Nadon) : le professeur Martin Heiss
- Dan Aykroyd (VF : Frédéric Souterelle ; VQ : Benoit Rousseau) : le chauffeur de taxi
- Ernie Hudson (VF : Med Hondo) : Bill Jenkins, oncle de Patty
- Annie Potts (VF : Maïk Darah) : Vanessa, la réceptionniste de l’Hôtel Mercado
- Sigourney Weaver (VF : Frédérique Tirmont ; VQ : Anne Caron) : Rebecca Gorin, mentor d'Holtzmann
- Ozzy Osbourne : lui-même (caméo)

 Source et légende : version française (VF) sur RS Doublage ; version québécoise (VQ) sur Doublage.qc.ca.

## Production

### Genèse et développement
Le projet d'un troisième film de la saga a été envisagé bien avant ce reboot. En 2007, Dan Aykroyd annonce un film d'animation. En 2008, Lee Eisenberg et Gene Stupnitsky sont chargés d'écrire un scénario, avec le retour des anciens personnages. Alors que le projet semble prendre du retard, Dan Aykroyd déclare notamment en 2009 « On est venu, on les a vus et vingt ans après, on va le faire une troisième fois ! ». Cette même année, c'est finalement SOS Fantômes, le jeu vidéo qui sort, écrit par Dan Aykroyd et Harold Ramis. Harold Ramis explique ensuite que ce troisième film sortira en 2011 et verra le retour des anciens personnages principaux mais qu'il servira surtout à introduire une nouvelle équipe plus jeune. Initialement lié au projet, le réalisateur des deux premiers films Ivan Reitman jette l'éponge en janvier 2010. À l'été 2012, Dan Aykroyd déclare « Nous avons une nouvelle équipe travaillant sur le scénario actuellement. Ça doit être parfait. C'est ça qui compte. Ça ne sert à rien de faire le film si ça n'est pas parfait. Voilà où nous en sommes ».
À la suite de la mort de Harold Ramis en février 2014, de nombreuses questions entourent davantage le projet. Quelques semaines plus tard, Ivan Reitman (qui était revenu sur sa décision de ne pas le réaliser) explique qu'il ne sera finalement que producteur : « J'ai dit au studio que je les aiderai à trouver un super réalisateur et ferai le projet avec lui. Nous nous sommes mis d'accord sur ce point ». Phil Lord et Chris Miller, puis Ruben Fleischer, sont alors évoqués pour le remplacer,.
En août 2014, le projet prend une autre direction lorsque Sony Pictures Entertainment annonce que ce 3e film sera porté par un casting féminin et que Paul Feig en sera le réalisateur. Ce reboot féminin est finalement confirmé en octobre 2014. Par ailleurs, en mars 2015, il est annoncé qu'un autre film, avec Channing Tatum et Chris Pratt, serait en préparation.
Certains « anciens » ont critiqué ce projet féminin. Ernie Hudson, l'interprète de Winston Zeddemore dans les deux premiers films, déclare notamment « si ça n'a rien à voir avec les deux films précédents, et qu'il n'y a que des femmes, pourquoi appeler cela SOS Fantômes ? (...) Je pense que ce serait une erreur que de faire un nouveau film sans les gars ».

### Attribution des rôles
Peu de temps après l'annonce d'un reboot féminin, Bill Murray s'amuse lors du Festival international du film de Toronto 2014 à faire une liste des actrices éventuelles et cite Linda Cardellini, Melissa McCarthy, Kristen Wiig et Emma Stone. Alors que Melissa McCarthy et Kristen Wiig font bel et bien partie de la distribution, Emma Stone a finalement refusé : « Le scénario était vraiment drôle. J'avais simplement l'impression que ce n'était pas le bon timing pour moi. S'engager sur une franchise est un gros investissement (...) J'ai besoin d'un peu de temps avant de plonger à nouveau dans ces eaux ». Par ailleurs, Jennifer Lawrence a admis avoir été contactée pour participer au film.
En juin 2015, il est révélé que Chris Hemsworth incarnera le réceptionniste des Ghostbusters, faisant écho au rôle tenu par Annie Potts dans les deux précédents films.
En juillet, alors que le tournage a commencé, Andy García et Michael K. Williams rejoignent la distribution. Quelques jours plus tard, Neil Casey est officialisé dans le rôle du principal antagoniste.

### Tournage
Le tournage débute le 18 juin 2015 à Boston,. Le tournage s'achève le 19 septembre 2015.

## Bande originale

### Original Motion Picture Score
Bandes originales de SOS Fantômes
SOS Fantômes 2
(1989) SOS Fantômes : L'Héritage
(2021)
La musique du film est composée par Theodore Shapiro.
| 1.  | The Aldridge Mansion           | 2:57 |
| 2.  | The Garrett Attack             | 1:29 |
| 3.  | Never Invited                  | 1:23 |
| 4.  | Distinct Human Form            | 2:26 |
| 5.  | The Universe Shall Bend        | 2:22 |
| 6.  | Subway Ghost Attack            | 3:21 |
| 7.  | Ghost Girl                     | 0:59 |
| 8.  | Mannequins                     | 2:12 |
| 9.  | Ghost in a Box                 | 0:50 |
| 10. | Dr. Heiss                      | 3:21 |
| 11. | Ley Lines                      | 3:47 |
| 12. | Pester the Living              | 2:48 |
| 13. | I Will Lead Them All           | 2:16 |
| 14. | The Power of Patty Compels You | 2:16 |
| 15. | The Fourth Cataclysm           | 3:32 |
| 16. | Balloon Parade                 | 1:58 |
| 17. | Battle of Times Square         | 3:20 |
| 18. | Entering the Mercado           | 2:31 |
| 19. | Behemoth                       | 3:43 |
| 20. | Into the Portal                | 3:07 |
| 21. | NY Heart GB                    | 0:49 |

### Original Motion Picture Soundtrack
| 1.  | Ghostbusters                  | Walk the Moon                        | 3:44 |
| 2.  | Saw It Coming                 | G-Eazy featuring Jeremih             | 3:29 |
| 3.  | Good Girls                    | Elle King                            | 2:59 |
| 4.  | Girls Talk Boys               | 5 Seconds of Summer                  | 3:36 |
| 5.  | wHo                           | Zayn                                 | 2:54 |
| 6.  | Ghostbusters                  | Pentatonix                           | 2:52 |
| 7.  | Ghoster                       | Wolf Alice                           | 2:30 |
| 8.  | Ghostbusters (I'm Not Afraid) | Fall Out Boy featuring Missy Elliott | 3:05 |
| 9.  | Get Ghost                     | Mark Ronson, Passion Pit & A$AP Ferg | 3:36 |
| 10. | Party Up (Up in Here)         | DMX                                  | 4:31 |
| 11. | Rhythm of the Night           | DeBarge                              | 3:50 |
| 12. | American Woman                | Muddy Magnolias                      | 3:01 |
| 13. | Want Some More                | Beasts of Mayhem                     | 2:03 |
| 14. | Ghostbusters                  | Ray Parker, Jr.                      | 4:05 |

## Accueil

### Critique
Sur le site agrégateur de critiques Rotten Tomatoes, le film obtient un score de 74 % de critiques favorables. Sur Metacritic, il obtient un score de 60/100, et sur Allociné la note  .

### Box-office
| Pays ou région       | Box-office      | Date d'arrêt du box-office | Nombre de semaines |
| -------------------- | --------------- | -------------------------- | ------------------ |
| États-Unis et Canada | 128 350 574 $   | 10 novembre 2016           | 17                 |
| Mondial              | 229 147 509 $   | 10 novembre 2016           | 17                 |
| France               | 409 086 entrées | 4 octobre 2016             | 8                  |

## Distinctions
| Année | Prix                                     | Catégorie            | Nomination   | Résultat   |
| ----- | ---------------------------------------- | -------------------- | ------------ | ---------- |
| 2017  | 43e cérémonie des People's Choice Awards | Film comédie préféré | SOS Fantômes | Nomination |

## Analyse
Le film est considéré par certains comme féministe,,.
- Dernier doublage de Med Hondo de sa carrière, il meurt moins de 3 ans après la sortie du film.